# U 217
U 217 war ein deutsches U-Boot vom Typ VII D, das im Zweiten Weltkrieg eingesetzt wurde.

## Geschichte
Die Geschichte von U 217 begann mit dem Bauauftrag an die Germaniawerft in Kiel am 16. Februar 1940. Am 30. Januar 1941 folgte die Kiellegung. Der Stapellauf fand am 15. November desselben Jahres statt. Die Indienststellung erfolgte am 31. Januar 1942.

## Kommandant
Kapitänleutnant Kurt Reichenbach-Klinke wurde am 21. Februar 1917 in Fürstenwalde (Kreis Lebus) geboren und trat am 25. September 1935 in die Kriegsmarine ein. Zuerst war er der 1. WO an Bord der U 57 unter Kptl. Claus Korth und übernahm am 10. Januar 1940 das Kommando von U 23, einem Typ II U-Boot. Während der Bauzeit von U 217 wurde er zu ihrem Kommandanten ernannt. Kurt Reichenbach-Klinke starb bei einem Angriff auf U 217 mit dem Rest seiner Männer.

## Turmwappen
Als Kapitänleutnant Reichenbach-Klinke das Kommando über U 217 übernahm, wählte er ein Turmwappen für das Boot. Er entschied sich für drei ineinander verschlungene Ringe in dessen Mitte sich ein Herz mit einer Sonne befand. Als er nach der Erprobung zur 9. U-Flottille in Brest wechselte, bekam U 217 auch den Lachenden Schwertfisch, das Flottillensymbol unter Heinrich Lehmann-Willbrock, an den Turm gemalt. U 214, U 217 und U 218 waren die einzigen VII-D-U-Boote in der 9. U-Flottille, welche dieses Emblem führten.

## Flottillen
Das Boot befand sich nach dem Stapellauf in der 5. U-Flottille, Kiel als Ausbildungsboot. Es blieb in dieser Flottille bis zum 31. Juli 1942. Später wechselte das Boot zur 9. U-Flottille in Brest, wo sich auch die anderen Typ-VII-D-U-Boote befanden. Das Boot blieb in dieser Flottille vom 1. August 1942 bis zum 5. Juni 1943.

## Einsatzstatistik

### 1. Unternehmung
Am 14. Juli 1942 um 07:10 Uhr lief U 217 zur ersten Unternehmung aus und erreichte zwei Tage später um 01:21 Uhr Kristiansand im besetzten Norwegen. Das Boot lief nach erneuter Brennstoffergänzung um 04:56 wieder aus, mit Kurs Karibik und vor der Insel Curacao, dem Einsatzgebiet des Bootes.
Das Versorgungsboot U 463 (Korvettenkapitän Leo Wolfbauer) versorgte U 217 am 12. August 1942 mit 30,3 Kubikmetern Brennstoff, 1,1 Kubikmetern Motorenöl und Proviant für 21 Tage. Am 28. September 1942 wurde das Boot von U 461 (Korvettenkapitän Wolf-Harro Stiebler) mit Proviant für 18 Tage und am nächsten Tag mit 55 Kubikmetern Brennstoff und Ersatzteilen für den Ju-Verdichter versorgt.
U 217 konnte auf dieser Unternehmung am 19. August 1942 das Schiff Seagull D. mit 75 BRT versenken, bevor es dann am 16. Oktober 1942 um 20:00 Uhr in Brest einlief.

### 2. Unternehmung
U 217 lief am 24. November 1942 zur 2. Unternehmung von Brest aus. Das Boot operierte im Mittelatlantik, erneut in der Karibik und nördlich von Trinidad. Am 9. Februar 1943 traf es sich mit U 504 (Korvettenkapitän Wilhelm Luis), welches U 217 mit 43. Kubikmetern Brennstoff versorgte. Am 15. Februar 1943 versorgte U 155 (Korvettenkapitän Adolf-Cornelius Piening) das Boot mit einem Metox-Gerät mit Antenne und mit Ersatzteilen. Auf dieser Unternehmung versenkte U 217 zwei Schiffe, die Etna und die Rhexenor, mit einer Gesamttonnage von 10.576 BRT.

### 3. Unternehmung
Am 19. April 1943 um 17:10 Uhr lief U 217 zur letzten Unternehmung aus. Zuerst verlegte das Boot 15 Minen im Bristolkanal und operierte anschließend im Mittelatlantik sowie südöstlich der Azorischen Inseln.
Das Boot konnte auf der letzten Feindfahrt keine Schiffe versenken.

## Verbleib
U 217 wurde am 5. Juni 1943 im mittleren Nordatlantik von einer Avenger und einer mit ihr zusammen operierenden Wildcat der Squadron VC-9 des US-Geleitträger Bogue gesichtet, mit Bordwaffen beschossen und schließlich mit Wasserbomben versenkt. Alle 50 Männer an Bord starben.